# Barry Wolfryd
Barry Wolfryd (LA, California, 1952) es un artista naturalizado mexicano. Vive y trabaja en México, su obra pictórica está enfocada en la conciliación de diferentes dicotomías que nutren la vida cotidiana. Muestra un interés por analizar a los objetos como símbolos y desplazarlos de contexto para expandir su campo semántico. Wolfryd se apropia de objetos y personajes de la cultura popular y los reinventa de manera que detona reflexiones al mismo tiempo que hace una crítica social con una fuerte carga de humor negro. Él mismo, como creador estadounidense en México, es prueba de un proceso de adaptación de una cultura a otra, de la violentación de fronteras y traspasos de realidades. 

## Biografía
Nació en 1952, en Los Ángeles, California, pero ha realizado la mayor parte de su carrera artística en México, donde vive desde hace treinta y cinco años. Wolfryd realizó sus primeros experimentos creativos bajo la influencia del jazz, la música de Frank Zappa, el arte pop y la escuela neoyorquina. Esas experiencias sentaron una base ideológica que lo ligaría con la sociedad mediante la conciencia histórica y la crítica social. 
Wolfryd comenzó sus estudios de arte en 1972, en el Houstonic Community College de Bridgeport, Connecticut, EUA. Los diez años siguientes continuó en escuelas de arte de su país natal y en México, alternadamente. A los veintidós años se mudó a México y en 1975 asistió al Instituto Allende, en San Miguel de Allende, Guanajuato. En 1982 estudió en el Chicago Art Institute y en 1984 en el Instituto Nacional de Bellas Artes de San Luis Potosí. Fue en este periodo cuando Wolfryd descubrió la cultura del cinismo mexicano (el “chingar o ser chingado” de Octavio Paz), lo cual ha marcado en buena medida su obra. Un año después se mudó a la Ciudad de México, donde amplió sus actividades artísticas. 

## Obra
Para Barry Wolfryd, los iconos, símbolos y objetos --- establecidos, inventados o reinventados --- nos permiten compartir y definir la relación con el entorno "humanos" en el que se nace, vive, juega, trabaja y mueren. Iconos, símbolos y objetos (ISO) son universal y enigmáticamente los conductos inconscientes y doloso por los cuales miramos fija y persistentemente la realidad .
En sus pinturas trata de explorar esta santísima trinidad ( ISO) con el fin de crear fáciles entendimientos con respecto al cruce de las fronteras entre la cultura popular, los valores morales y filosóficos implícitos en ellos.
A pesar de que explora temas distintivos, la base de todo el trabajo es la representación de símbolos elaborados, iconos y objetos que reconocemos conscientes o intuitivamente. Todos estamos ligados en una cadena de imágenes populares que se identifica como "cultura".  La historia humana es una historia común, y debido a esto, compartimos la capacidad de interpretar los elementos simbólicos que representan nuestro patrimonio.
En el mundo actual,  la burla convive con lo perfecto. En cualquier momento, el barco puede quedar estremecido . Para Wolfry, la vida no es el retrato perfecto de las vacaciones, sino una secuencia de eventos que se mantienen unidos solo por nuestra insistencia de algo mejor. 
Es en esta búsqueda de ser un pintor de sueños y planes que sus pinturas se convierten en un cuento para nosotros. Los iconos y los objetos de su trabajo son parte de una internalización más grande, que nos catapulta a lo que es a la vez evidente e impredecible.

## Series pictórias
- Honey, I'm Home  2011-2012
- Transferencias  2009-2011
- Cuentos en la sombra Tales in Shadow
- Valores Entendidos Embeded Values
- Fronteras Borders
- Bingo